# ISO 9000
ISO 9000 — серія стандартів Міжнародної організації зі стандартизації (ISO), які застосовуються при створенні та удосконаленні систем менеджменту якості організацій.
Стандарти ISO серії 9000 були розроблені технічним комітетом ISO/TK 176 в результаті узагальнення накопиченого національного досвіду різних країн щодо розроблення, впровадження та функціонування систем якості. Комітет керувався попередніми розробками Британського інституту стандартів, що знайшли своє відображення в Британському стандарті BS 5750.
Стандарти серії ISO 9000, прийняті більш ніж 90 країнами світу як національні, застосовуються до будь-яких підприємств, незалежно від їх розміру, форм власності та сфери діяльності.
Мета серії стандартів ISO 9000 — стабільне функціонування документованої системи управління якості (СУЯ) підприємства-постачальника. Вихідна спрямованість стандартів серії ISO 9000 спрямована на відносини між компаніями у формі споживач/постачальник. З прийняттям у 2000 році чергової версії стандартів ISO серії 9000 більша увага стала приділятися здібностям організації задовольняти вимоги всіх зацікавлених сторін: власників, співробітників, суспільства, споживачів, постачальників. ISO 9004 робить акцент на досягнення сталого успіху.
Значення серії 9000: Стандарти допомагають підприємствам формалізувати їх систему менеджменту, вводячи, зокрема, такі системоутворюючі поняття, як внутрішній аудит, процесний підхід, коригувальні та запобіжні дії.
Стандарт ISO 9000 є фундаментальним, прийняті в ньому терміни і визначення використовуються у всіх стандартах серії 9000. Цей стандарт закладає основу для розуміння базових елементів системи управління якості згідно зі стандартами ISO.
Сертифікат відповідності вимогам ISO 9001 необхідний підприємствам:
- працюючим на таких ринках або з такими замовниками, які вимагають наявності такого сертифіката;
- працюючим у секторах економіки, державно або корпоративно регульованих таким чином, що наявність сертифіката відповідності ISO 9001 є обов'язковим.
- для членства в партнерствах, організаціях (наприклад СРО), де сертифікат ISO — необхідна умова для вступу.
- для розширення конкурентних переваг компанії в умовах сучасних ринків
- бажаючим підтвердити впроваджену систему управління, спрямовану на безперервну оптимізацію товарів і послуг підприємства.
- для експорту на ринки Європи та інших країн.
- незалежна оцінка відповідності стандартам якості, прийнятим в світі.

## Версії стандарту ISO 9000
Серія стандартів ISO 9000 неодноразово переглядалася:
- перша версія була підготовлена в 1987 році;
- друга версія випущена в 1994 році і була уточненою версією 1987 року.
- третя версія розроблена у 2000 році шляхом радикального перегляду версії 1994 роки;
- четверта версія стандарту вийшла роз'єднано: в 2005 році був випущений стандарт ISO 9000: 2005, в 2008 і 2009 роках — стандарти ISO 9001 та 9004. Попри очікуваний повний перегляд версії 2000 року, Технічний комітет 176 Міжнародної організації зі стандартизації вирішив обмежитися «косметичними» правками — виправленням неточностей і різночитань.
- п'ята версія ISO 9001 була випущена 23.09.2015 спільно з ISO 9000.